# Anii 1150
Secole: Secolul al XI-lea - Secolul al XII-lea - Secolul al XIII-lea
Decenii: Anii 1100 Anii 1110 Anii 1120 Anii 1130 Anii 1140 - Anii 1150 - Anii 1160 Anii 1170 Anii 1180 Anii 1190 Anii 1200
Ani: 1150 1151 1152 1153 1154 1155 1156 1157 1158 1159